# Thirty Seconds to Mars
Thirty Seconds to Mars (ook wel 30 Seconds to Mars of 30STM) is een Amerikaanse rockband, met acteur Jared Leto als frontman.

## Biografie
Thirty Seconds to Mars is opgericht in 1998 door Jared Leto en zijn broer Shannon Leto. Door de jaren heen wijzigde de bezetting van de band verschillende malen. De broers Leto zijn de enige vaste bandleden. Alhoewel Leto een bekende Hollywoodacteur is, wil hij deze roem niet gebruiken om zijn band te promoten. Zo weigert de band zelfs te spelen op plaatsen die Leto's roem gebruiken om de show te promoten.
Het eerste album, 30 Seconds to Mars, geproduceerd door Bob Ezrin, kwam uit in 2002. Het tweede album, A Beautiful Lie, kwam uit in 2005 en was succesvoller dan het eerste album en betekende de internationale doorbraak van de band. Het album is geproduceerd door Josh Abraham, die ook met Linkin Park, Orgy en Velvet Revolver heeft gewerkt. Omdat A Beautiful Lie vijf maanden voor de verschijningsdatum was uitgelekt, besloot de band twee bonusnummers toe te voegen: Battle of One en Hunter (een cover van Björk). Om het album nog verder te promoten deed de band in een paar albums 'golden passes', waarmee de eigenaar van de cd toegang krijgt tot concerten van 30 Seconds to Mars, waarbij ze ook backstage mogen. Het album kreeg in de Verenigde Staten de platina status in december 2006.
Op 31 augustus 2006 won de band een MTV2 Award voor The Kill bij de MTV Video Music Awards in de Verenigde Staten, een van de twee nominaties. Tijdens de MTV Europe Music Awards won de band in november 2007 de prijs voor beste rockband.
Ook baarde de band opzien door als eerste Amerikaanse band ooit een clip op te nemen in China voor de single From Yesterday. De clip stond een tijdje ten onrechte bekend als de duurste videoclip ooit ($13.000.000). In een interview met TMF VJ Saar Koningsberger ontkende Leto dit. Voor de laatste single van het album, titeltrack A Beautiful Lie, reisde de band af naar Groenland om de bijbehorende clip op te nemen. De clip is een minifilm waarin aandacht voor het tegengaan van het versterkt broeikaseffect.
Op 4 december 2009 bracht de band het derde studioalbum This Is War uit. Het album verscheen later dan gepland vanwege contractuele conflicten met label EMI. In oktober werd de eerste single Kings and Queens uitgebracht, met de Amerikaanse radiopremière op 6 oktober en de digitale uitgave op 13 oktober 2009. De bijbehorende videoclip is een door Leto geregisseerde minifilm waarin er in de nacht door een grote groep mensen door de straten van Los Angeles wordt gefietst. Op 20 september 2010 won de band een VMA voor de video Kings and Queens.
Op maandag 9 mei 2011 maakte Leto bekend een tijd te stoppen met 30 Seconds to Mars. Kort daarna werd dit door de andere bandleden bevestigd. Leto vertelde nog één studiosingle te willen maken. Hier werd dan ook veel aandacht aan besteed door de gehele band.
Na een jaar inactiviteit bracht de band op 18 maart 2013 een nieuwe single op de markt, Up in the Air. Het vierde studioalbum Love Lust Faith + Dreams lag op 21 mei 2013 in de winkels. Daarna gingen ze op wereldtournee, onder meer in België, Duitsland, Mexico en Spanje.
Voor de EMA's in Amsterdam op maandag 10 november 2013 was 30 Seconds to Mars genomineerd voor drie categorieën, namelijk: "best video", "biggest fans" en "best alternative". Alleen de laatstgenoemde categorie werd uiteindelijk door de band gewonnen.
In april 2018 verscheen America, het vijfde studioalbum van de band. Het album behaalde een nummer 1-notering in Duitsland en Oostenrijk en bereikte ook de top 3 in onder meer de Verenigde Staten, Rusland en Italië.

## Discografie

### Albums
| Album met eventuele hitnotering(en) in de Nederlandse Album Top 100 | Datum van verschijnen | Datum van binnenkomst | Hoogste positie | Aantal weken | Opmerkingen |
| ------------------------------------------------------------------- | --------------------- | --------------------- | --------------- | ------------ | ----------- |
| 30 Seconds to Mars                                                  | 21-09-2002            | -                     | -               | -            |             |
| A Beautiful Lie                                                     | 16-02-2007            | 10-03-2007            | 31              | 17           |             |
| This Is War                                                         | 04-12-2009            | 12-12-2009            | 31              | 16           |             |
| MTV Unplugged                                                       | 19-08-2011            | -                     | -               | -            | ep          |
| Love Lust Faith + Dreams                                            | 17-05-2013            | 25-05-2013            | 12              | 9            |             |
| America                                                             | 06-04-2018            | 14-04-2018            | 14              | 2            |             |
| It's the End of the World but It's a Beautiful Day                  | 2023                  | 15-09-2023            |                 |              |             |

| Album met hitnotering(en) in de Vlaamse Ultratop 200 albums | Datum van verschijnen | Datum van binnenkomst | Hoogste positie | Aantal weken | Opmerkingen |
| ----------------------------------------------------------- | --------------------- | --------------------- | --------------- | ------------ | ----------- |
| This Is War                                                 | 2009                  | 19-12-2009            | 74              | 5            |             |
| Love Lust Faith + Dreams                                    | 2013                  | 25-05-2013            | 15              | 30           |             |
| America                                                     | 2018                  | 14-04-2018            | 6               | 6            |             |

### Singles
| Single met eventuele hitnotering(en) in de Nederlandse Top 40 | Datum van verschijnen | Datum van binnenkomst | Hoogste positie | Aantal weken | Opmerkingen                                |
| ------------------------------------------------------------- | --------------------- | --------------------- | --------------- | ------------ | ------------------------------------------ |
| The Kill                                                      | 2006                  | -                     | -               | -            | Nr. 51 in de Single Top 100                |
| From Yesterday                                                | 2006                  | 26-05-2007            | tip10           | -            | Nr. 56 in de Single Top 100                |
| Kings and Queens                                              | 2009                  | 19-12-2009            | 21              | 8            | Nr. 50 in de Single Top 100 / Alarmschijf  |
| This Is War                                                   | 2010                  | 06-03-2010            | tip12           | -            |                                            |
| Closer to the edge                                            | 2010                  | 26-06-2010            | tip4            | -            | Nr. 88 in de Single Top 100                |
| Up in the Air                                                 | 2013                  | 2013                  | tip9            | -            | Nr. 81 in de Single Top 100                |
| Do or die                                                     | 2014                  | 19-04-2014            | tip2            | -            | met Afrojack / Nr. 98 in de Single Top 100 |
| Walk on water                                                 | 2017                  | 16-09-2017            | tip10           | -            |                                            |

| Single met hitnotering(en) in de Vlaamse Ultratop 50 | Datum van verschijnen | Datum van binnenkomst | Hoogste positie | Aantal weken | Opmerkingen |
| ---------------------------------------------------- | --------------------- | --------------------- | --------------- | ------------ | ----------- |
| Kings and Queens                                     | 2009                  | 28-11-2009            | tip15           | -            |             |
| Closer to the edge                                   | 2010                  | 21-08-2010            | tip21           | -            |             |
| Up in the Air                                        | 2013                  | 27-04-2013            | tip42           | -            |             |
| Do or die                                            | 2013                  | 24-08-2013            | tip40           | -            |             |
| City of angels                                       | 2013                  | 30-11-2013            | tip69           | -            |             |
| Walk on water                                        | 2017                  | 06-01-2018            | 46              | 1            |             |
| Dangerous night                                      | 2018                  | 17-02-2018            | tip20           | -            |             |

### NPO Radio 2 Top 2000
Van 30 Seconds to Mars stond alleen Kings and Queens in 2015 in de NPO Radio 2 Top 2000, op plek 1472.